# Нерівність Ерміта — Адамара

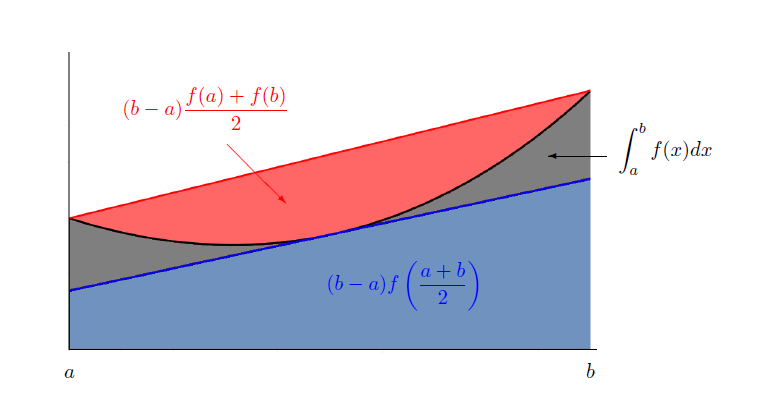
Ілюстрація нерівності Ерміта — Адамара.

У математичному аналізі нерівність Ерміта — Адамара, встановлює межі інтегралу опуклої на інтервалі функції:
{\displaystyle f\left({\frac {a+b}{2}}\right)\leq {\frac {1}{b-a}}\int _{a}^{b}f(x)\,dx\leq {\frac {f(a)+f(b)}{2}}.}
Нерівності названі на честь Шарля Ерміта і Жака Адамара.
Попри те, що нерівності були відомими досить давно і для них є досить багато застосувань, вони не є настільки добре відомі, як деякі інші властивості опуклих функцій, зокрема нерівність Єнсена.

## Доведення
Оскільки функція {\displaystyle f} є опуклою на інтервалі, вона є неперервною і диференційовною справа і зліва у кожній точці інтервалу. Позначимо ліві і праві похідні {\displaystyle f^{-}} і {\displaystyle f^{+}} відповідно. Для кожного {\displaystyle x_{0}\in [a,b]}, введемо функцію
{\displaystyle t(x)=f(x_{0})+c(x-x_{0}),\ c\in [f^{-}(x_{0}),f^{+}(x_{0})].}
для якої
{\displaystyle \forall x\in [a,b],t(x)\leqslant f(x),\ \ \land \ \ t(x)=f(x)\Leftrightarrow x=x_{0}.}
Зокрема для {\displaystyle x_{0}={\frac {a+b}{2}}} :
{\displaystyle \forall x\in [a,b],f\left({\frac {a+b}{2}}\right)+c\left(x-{\frac {a+b}{2}}\right)\leqslant f(x),\ c\in \left[f^{-}\left({\frac {a+b}{2}}\right),f^{+}\left({\frac {a+b}{2}}\right)\right].}
Навпаки, зважаючи на опуклість f:
{\displaystyle \forall x\in [a,b],f(x)\leqslant f(a)+{\frac {f(b)-f(a)}{b-a}}(x-a).}
Проінтегрувавши отримуємо:
{\displaystyle \int _{a}^{b}\left[f\left({\frac {a+b}{2}}\right)+c\left(x-{\frac {a+b}{2}}\right)\right]\,\mathrm {d} x=(b-a)f\left({\frac {a+b}{2}}\right),\ \int _{a}^{b}\left[f(a)+{\frac {f(b)-f(a)}{b-a}}(x-a)\right]\,\mathrm {d} x=(b-a){\frac {f(a)+f(b)}{2}}.}

## Застосування
- Формула Стірлінга. Розглянемо функцію {\displaystyle x\mapsto f(x)={\frac {1}{1+x}}\;(x\geq 0)}. Вона є опуклою оскільки {\displaystyle f''(x)={\frac {2}{(1+x)^{3}}}>0}. Використавши нерівність Ерміта — Адамара на інтервалі {\displaystyle [0,x]} отримуємо

{\displaystyle x-{\frac {x^{2}}{2+x}}<\ln(1+x)<x-{\frac {x^{2}}{2+2x}}}  .
Звідси для довільного натурального числа {\displaystyle n>0}
{\displaystyle {\frac {1}{n+{\tfrac {1}{2}}}}<\ln(n+1)-\ln n<{\frac {1}{2}}\left({\frac {1}{n}}+{\frac {1}{n+1}}\right)} або  {\displaystyle 1<(n+{\tfrac {1}{2}})\ln \left({\frac {n+1}{n}}\right)<1+{\frac {1}{4n(n+1)}}}.
Ці нерівності можна використати для доведення формули Стірлінга. Для цього зручніше переписати останню нерівність пропотенціювавши її{\displaystyle e<\left({\frac {n+1}{n}}\right)^{n+{\tfrac {1}{2}}}<e^{1+{\frac {1}{4n(n+1)}}}}. Тоді формула Стірлінга може бути отримана, якщо ввести послідовність {\displaystyle a_{n}={\frac {n!e^{n}}{n^{n+1/2}}}}. Оскільки з означень {\displaystyle {\frac {a_{n}}{a_{n+1}}}={\frac {\left({\frac {n+1}{n}}\right)^{n+{\tfrac {1}{2}}}}{e}}} , то з отриманих вище нерівностей {\displaystyle 1<{\frac {a_{n}}{a_{n+1}}}<e^{\frac {1}{4n(n+1)}}={\frac {e^{\frac {1}{4n}}}{e^{\frac {1}{4(n+1)}}}}}. Звідси відразу отримуємо, що послідовність {\displaystyle a_{n}} є спадною і обмеженою знизу, а послідовність {\displaystyle b_{n}=a_{n}e^{-{\frac {1}{4n}}}} є зростаючою і обмеженою зверху. Оскільки {\displaystyle \lim _{n\to \infty }e^{-{\frac {1}{4n}}}=1} то {\displaystyle \lim _{n\to \infty }a_{n}=\lim _{n\to \infty }b_{n}=a}. Тому для кожного натурального числа знайдеться таке {\displaystyle 0<\theta <1}, що {\displaystyle a_{n}=ae^{\frac {\theta }{4n}}}. Повертаючись до означення послідовності отримуємо {\displaystyle n!=a{\sqrt {n}}e^{\frac {\theta }{4n}}}. За допомогою, наприклад, формули Валліса можна знайти {\displaystyle a={\sqrt {2\pi }}} , що завершить доведення.
- Нерівності між середніми. Розглянемо функцію {\displaystyle x\mapsto f(x)=e^{x}}. Вона є строго опуклою на всій множині дійсних чисел і тому для усіх {\displaystyle -\infty <a<b<\infty } згідно з нерівністю Ерміта — Адамара

{\displaystyle e^{\frac {a+b}{2}}<{\frac {1}{b-a}}\int _{a}^{b}e^{x}\,dx={\frac {e^{b}-e^{a}}{b-a}}<{\frac {e^{a}+e^{b}}{2}}}.
Якщо взяти {\displaystyle a=\ln x,\;b=\ln y} для додатних {\displaystyle x<y}, то отримаємо:
{\displaystyle {\sqrt {xy}}<{\frac {1}{b-a}}\int _{a}^{b}e^{x}\,dx={\frac {y-x}{\ln y-\ln x}}<{\frac {x+y}{2}}},
тобто нерівності між геометричним, логарифмічним і арифметичним середніми.
- Тригонометричні нерівності. Розглянемо функцію {\displaystyle x\mapsto f(x)=\sin x,\,x\in [0,\pi ]}. На цьому проміжку функція є вгнутою. Тому згідно з нерівністю Ерміта — Адамара (в якій для вгнутих функцій лише треба змінити напрямок нерівностей) для {\displaystyle 0<a<b<\pi } :

{\displaystyle \sin \left({\frac {a+b}{2}}\right)>{\frac {1}{b-a}}\int _{a}^{b}\sin x\,dx={\frac {\cos a-\cos b}{b-a}}>{\frac {\sin a+\sin b}{2}}}.
Нехай тепер {\displaystyle 0<a<b<\pi /2}. Тоді {\displaystyle \sin {\frac {\alpha +\beta }{2}}>0}.
Використаємо тригонометричні тотожності {\displaystyle \cos \alpha -\cos \beta =-2\sin {\frac {\alpha +\beta }{2}}\sin {\frac {\alpha -\beta }{2}}} і {\displaystyle \sin \alpha +\sin \beta =2\sin {\frac {\alpha +\beta }{2}}\cos {\frac {\alpha -\beta }{2}}}.
У першій нерівності вище після використання тотожності для різниці косинусів і скорочення отримаємо {\displaystyle {\frac {b-a}{2}}>\sin \left({\frac {b-a}{2}}\right)}.
У другій нерівності після використання тотожностей для суми синусів і різниці косинусів і скорочень отримаємо {\displaystyle {\frac {b-a}{2}}<\tan \left({\frac {b-a}{2}}\right)}. Позначивши {\displaystyle x=b-a}, отримаємо відомі нерівності {\displaystyle \sin x<x<\tan x} для всіх {\displaystyle 0<x<\pi /2}.

## Оцінка точності нерівностей
- Припустимо, що функція {\displaystyle f:[a,b]\to \mathbb {R} } є опуклою і двічі диференційовною в усіх точках інтервалу і також {\displaystyle m\leqslant f''(x)\leqslant M} для всіх {\displaystyle x\in [a,b]}. Тоді функції {\displaystyle f(x)-mx^{2}/2} і {\displaystyle Mx^{2}/2-f(x)} теж є опуклими в цьому інтервалі. Застосування до цих функцій нерівностей Ерміта — Адамара дає оцінки точності

{\displaystyle m{\frac {(b-a)^{2}}{24}}\leqslant {\frac {1}{b-a}}\int _{a}^{b}f(x)\,dx-f\left({\frac {a+b}{2}}\right)\leqslant M{\frac {(b-a)^{2}}{24}}}
і
{\displaystyle m{\frac {(b-a)^{2}}{12}}\leqslant {\frac {f(a)+f(b)}{2}}-{\frac {1}{b-a}}\int _{a}^{b}f(x)\,dx\leqslant M{\frac {(b-a)^{2}}{12}}.}
- Нехай {\displaystyle f:[a,b]\to \mathbb {R} } — ліпшицева на інтервалі функція і {\displaystyle M=\sup \left\{\left|{\frac {f(x)-f(y)}{x-y}}\right|:x,y\in [a,b],\,x\neq y\right\}} — константа Ліпшиця цієї функції. Тоді

{\displaystyle \left|f(x)-{\frac {1}{b-a}}\int _{a}^{b}f(x)\,dx\right|\leqslant M\left({\frac {1}{4}}+\left({\frac {x-(a+b)/2}{b-a}}\right)^{2}\right)(b-a)\;\;} — нерівність Островського,
{\displaystyle \left|{\frac {f(a)+f(b)}{2}}-{\frac {1}{b-a}}\int _{a}^{b}f(x)\,dx\right|\leqslant {\frac {M(b-a)}{4}}+{\frac {(f(a)-f(b))^{2}}{4M(b-a)}}} — нерівність Ієнґара.